# Bukovje Križevačko
Bukovje Križevačko falu Horvátországban Kapronca-Kőrös megyében. Közigazgatásilag Kőröshöz tartozik.

## Fekvése
Köröstől 4 km-re délkeletre fekszik.

## Története
A települést 1359-ben "Bucouina" néven említik először. 1481-ben "Bwkowyna", 1513-ban "Bukouia" alakban szerepel a korabeli dokumentumokban. A 16. században elpusztította a török és csak a 17. század elején telepítették újra. 1630-ban "Bukewye", 1634-ben "Bukeuie" néven említik újra.
A falunak 1857-ben 140, 1900-ban 233 lakosa volt. Trianonig Belovár-Kőrös vármegye Körösi járásához tartozott. 2001-ben a falunak 322 lakosa volt.